# Urbain Grandier
| Originální text všech publikovaných smluv Grandiera s ďáblem → |
|                                                                |

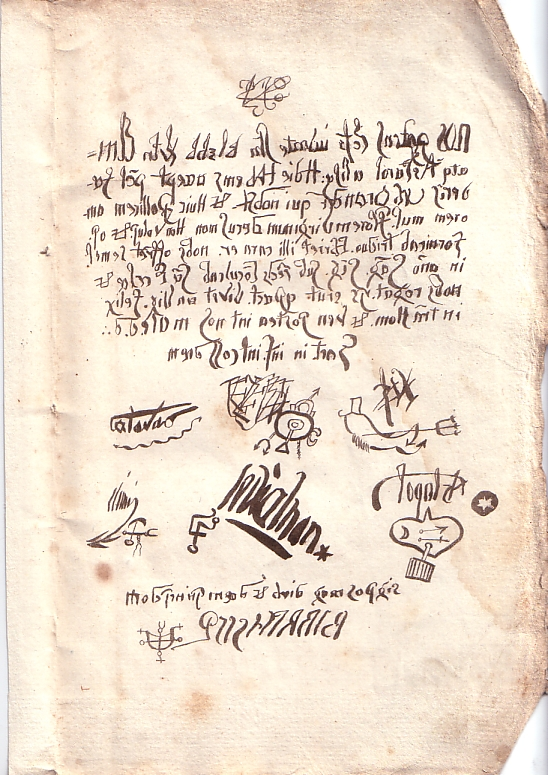
Grandierova smlouva s ďáblem,
2. strana (s podpisy démonů)

Urbain Grandier (1590 Bouère – 18. srpna 1634 Loudun) byl francouzský římskokatolický kněz, jenž byl obviněn, že se spolčil s ďáblem a přivodil posedlost několika jeptišek i dalších žen. Proto byl odsouzen k smrti a zaživa upálen. Jeho osudem se inspirovala řada umělců (Alfred de Vigny, Alexandre Dumas starší, Eyvind Johnson, Aldous Huxley, Krzysztof Penderecki a další).

## Život

### Farářem v Loudunu
Narodil se v roce 1590 v západofrancouzské vesničce Bouère v provincii Maine do rodiny královského notáře; jeho strýc byl kněz. Malý Urbain studoval u jezuitů v Bordeaux, kde si ho vážili pro jeho nadání. Jezuité věřili, že se časem osvědčí v protireformačním tažení namířeném proti hugenotům. Obstarali mu proto výnosnou faru u Svatého Petra na tržišti v Loudunu, kterou obsazovali. K tomu se stal ještě kanovníkem u kolegiátního chrámu Svatého kříže, též v Loudunu. Tato jeho dvě bohatá obročí vzbudila závist místních kněží, jež byla umocněna tím, že Grandier nepocházel z Loudunu, ale byl to „přivandrovalec" z Bordeaux. Popudil proti sobě i mnichy, neboť byl vynikajícím kazatelem, kázal lépe než oni a po věřících požadoval, aby chodili na mši do jeho farního kostela.
V Loudunu žili vedle sebe katolíci s protestanty (hugenoty), přičemž hugenoti měli jasnou početní převahu. Jezuité doufali, že se tam Grandier postaví do čela protireformačního boje. On však tyto jejich naděje zklamal. Byl to krásný muž, měl ohnivé oči a pěknou postavu. Nevyhýbal se milostným pletkám, proto ho nenáviděli četní rozzlobení otcové a rozzuření manželé. K jeho milenkám patřila údajně i žena jednoho loudunského radního. Navíc se netajil odporem proti celibátu. Mezi jeho papíry byl dokonce později nalezen traktát proti celibátu kněží, který sám sepsal, aby uklidnil svědomí jedné své milenky.
Na podzim roku 1629 se situace v Loudunu přiostřila natolik, že skupina rozhněvaných mužů Grandiera přepadla na ulici, a přestože byl oděn do ornátu, notně ho zbili. Brzy nato byla na něho podána žaloba u církevního soudu v Poitiers. Obvinili ho, že sváděl dívky i ženy a měl s nimi pohlavní styky, dále z nedostatečné víry a ze zanedbávání kněžských modliteb. Biskup z Potiersho dal uvěznit. Církevní soud Grandiera uznal vinným, ten se však odvolal. V dalším řízení byly zjištěny falešné výpovědi a neopodstatněná obvinění. Nakonec byl v roce 1631 osvobozen a François d'Escoubleau de Sourdis, arcibiskup z Bordeaux, jej znovu uvedl do všech původních funkcí; dal mu ale při té příležitosti také radu, aby svá obročí vyměnil za jiná a z Loudunu se raději odstěhoval.
Sebevědomý Grandier této rady neuposlechl a chystal se pohnat své odpůrce před soud, aby mu museli nahradit škodu, zejména ušlé zisky z jeho obročí. Tím je podráždil tak, že se rozhodli ho zničit.

### Posedlé jeptišky
V Loudunu byl klášter uršulinek (voršilek). Hlavním cílem a úkolem tohoto řádu je výchova mládeže. Klášter byl malý a nebohatý, čítal sedm řeholnic a několik chovanek z urozených rodin, které tam byl dány na vychování. Převorkou kláštera byla příslušnice drobné šlechty z nedalekého okolí Jeanne de Belcier, zvaná též Jeanne des Anges, v té době asi třicetiletá neteř parlamentního rady Laubardemonta, jenž byl oblíbencem mocného kardinála Richelieua. Převorce zprvu nevadila Grandierova špatná pověst a dokonce mu nabídla, aby převzal duchovní vedení kláštera a stal se tu zároveň i zpovědníkem. Grandier nabídku odmítl, což se převorky zřejmě dotklo. Po onom odmítnutí se obrátila se stejnou záležitostí na kanovníka Mignona a ten nabídku přijal. Mignon byl Grandierův nepřítel, kdysi s ním prohrál soudní spor a Grandier se pak o něm pohrdlivě vyjadřoval; prahl proto po pomstě.
V době, kdy se kanovník Mignon stal zpovědníkem jeptišek, začalo v loudunském klášteře strašit: o půlnoci bouchaly dveře a okenice, na chodbách šramotily kroky, kdosi přehazoval šaty a obuv jeptišek i chovanek. Nejprve se šuškalo, že tam straší jeden nedávno zesnulý zpovědník. Ve skutečnosti „strašení" provozovala patnáctiletá chovanka Marie Aubinová, která si spolu se svými přítelkyněmi chtěla z bázlivých jeptišek vystřelit. Mignon této situace využil. Prohlásil, že to nestraší zemřelý zpovědník, nýbrž ďáblové, kteří posedli některé řeholnice. Mladistvé původkyně uvedených jevů se Mignona bály jako svého zpovědníka, bály se také vyloučení a klášterní metly. Mignon je dovedl zastrašit. Některé jeptišky uvěřily, že jsou posedlé ďáblem, a chovaly se podle toho: když spatřily kříž nebo slyšely svaté jméno, začaly sebou zmítat, šklebit se a křičet.
Mignon se horlivě pustil do rituálního vymítání ďábla (exorcismu). K zaklínání si přizval Barréa, faráře z Chinonu; ten k tomu dostal pověření od biskupa z Poitiers, jenž Grandierovi nezapomněl, že se v předchozím procesu odvolal proti jeho výrokům. Při oněch obřadech začaly postižené jeptišky jedna za druhou shodně obviňovat Grandiera, že má spolky s ďáblem a že má na svědomí jejich veliké trápení. Převorka vyznala, že ji posedl ďábel Astaroth, další jeptišku posedl ďábel Zabulon. Oba ďáblové vypovídali ústy svých obětí. Astaroth přiznal, že převorku posedl z návodu Grandiera. Jindy převorka uvedla, že je v ní usídleno šest ďáblů, mezi nimi i ďábel Asmodeus. Kouzelník, který o tom ujednal s ďáblem smlouvu, byl farář Urbain Grandier; cílem smlouvy byl nemravný styk. Kanovník Mignon tvrdil, že z některých posedlých ďábly vyhnal, ale že se pokaždé opět vrátili na základě nových smluv, které Grandier s démony ujednal.
Obviňovaný farář, který byl dosud na svobodě, se v říjnu 1632 obrátil o pomoc k arcibiskupovi v Bordeaux, který byl nadřízeným biskupa z Poitiers. Ten ještě jednou zasáhl v jeho prospěch a vydal rozumné rozkazy. Především se mělo zkoumat, neskrývá-li se pod posedlostí jeptišek nějaká choroba nebo podvod. Pouze kdyby se spolehlivě zjistilo, že jde o jevy opravdu nevysvětlitelné, tak teprve pak by měly být postižené jeptišky exorcisovány, a to vždy jen za přítomnosti soudních orgánů. Mignonovi arcibiskup nařídil, aby neprodleně zastavil provádění exorcismů a dopřál řeholnicím naprostý klid. Po tomto arcibiskupově opatření projevy u všech posedlých jeptišek rázem přestaly.
Ale Grandierovi nepřátelé se nevzdali. Parlamentní rada Laubardemont, převorčin strýc, jenž v letech 1625–1630 získal značné zkušenosti při pronásledování čarodějnic v Béarnu, kontaktoval kardinála Richelieua, tehdy již velmi mocného ministra, a přesvědčil ho o tom, že Grandier byl autorem pamfletu La Cordonnière de Loudun [Paní ševcová z Loudunu]. Tato anonymní satira obsahovala některé velice urážlivé podrobnosti o původu a osobě kardinálově, mluvilo se tam o jeho vášnivé lásce, jež ho učinila otrokem jisté krásné obuvnice, a byly tam prozrazovány tajnosti tohoto milostného poměru. I loudunští kapucíni napsali otci Josefovi, který byl členem jejich řádu a blízkým spolupracovníkem kardinála, a také tvrdili, že autorem pamfletu byl Grandier. Richelieu uvěřil a svěřil vykonání své pomsty přímo panu de Laubardemont. Ten přijel do Loudunu s komisí, která měla naprostou a neomezenou moc soudit Grandiera ve všech bodech obžaloby, jež proti němu byla nebo bude vznesena. Proti kardinálovi se nikdo neodvážil postavit, takže Grandierův osud byl zpečetěn.

### Proces s čarodějem
Počet ďáblem posedlých jeptišek se rozmnožil, a tak museli být jmenováni další exorcisté: františkán, kapucín a jezuita. Mezi nimi vynikl horlivostí františkán Lactancius. Později exorcisty posílili ještě čtyři kapucíni a dva karmelitánští mniši. Posedlost překročila zdi kláštera a objevila se u řady dívek z města, a to nejednou u takových, s nimiž před časem Grandier míval přechodné potěšení. Všechny tvrdily, že mají strašné trápení od démonů, které jim do těla včaroval ďáblův kumpán Grandier. Jedna posedlá žena vypověděla, že se s ní tělesně stýkal a že jí při těchto důvěrnostech slíbil, že ji učiní královnou čarodějnic, půjde-li s ním na čarodějnický sabat.
V prosinci 1633 byl Grandier uvězněn. Ďábel Asmodeus, jenž promlouval ústy převorky, tvrdil, že uvězněný čaroděj má na těle pět ďábelských znamení a tato místa že jsou bez citu. Byl proto svlečen do naha, oči mu byly zavázány a byl po celém těle oholen. Ranhojič pak zabodával do různých míst jeho těla jehlici a opravdu prý našel místa, která byla bez citu. Při zaklínání posedlých žen exorcisté také donutili ďábly, aby jim vydali několik smluv, které s nimi kdysi Grandier uzavřel (jedna z nich vypadla převorce z čepce). Byl mezi nimi úpis, který prý obviněný podepsal vlastní krví, a další smlouva byla podepsána nejvyššími představiteli pekel. Tyto smlouvy byly později vydány i tiskem.
My, všemohoucí Lucifer, přijali jsme dnes za pomoci Satana, Belzebuba, Leviatana, Elimia, Astarota a jiných smlouvu, kterou s námi sjednal Urban Grandier, začež mu slibujeme neodolatelnost u žen, květ panen, všemožná důstojenství, vyznamenání, zábavy a bohatství. Každého třetího dne se bude dopouštěti [zde se jmenují ohavné neřesti], bude se oddávati obžerství, jednou do roka nám přinese svůj hold zpečetěný vlastní krví, svátosti církevní bude šlapati nohama a ve svých modlitbách se bude obraceti k nám.
Podle této smlouvy bude po dvacet let požívati všech pozemských radostí a vstoupí pak do naší říše, aby se společně s námi rouhal bohu.
Tak ujednáno v pekle, v radě démonů.
Podepsán Lucifer, Belzebub, Satan, Elimi, Astarot.
Kontrasignoval: Baalberit, sekretář.

Pečeť ďábelského mistra a všech hlavních démonů.

Začátkem července 1634 přijel do Loudunu pan Henri-Louis de Chasteigner de la Rocheposay, biskup z Poitiers. Prohlásil však, že nepřichází, aby přezkoumal pravdivost posedlosti, nýbrž aby víru v ni vzbudil i u těch, kdo dosud pochybují, a že přichází, aby odhalil skutky čarodějníků, mužů i žen. Sám vymítání ďáblů neprováděl, ale dal je provádět ve své přítomnosti. V Loudunu bylo vyhlášeno, že každý je povinen věřit v posedlost jeptišek, a ti, kdo v ni nevěřili, byli pokládáni za prokleté a kacíře.
Přesto se ještě někteří loudunští obyvatelé odvážili zaslat stížnost na jednání exorcistů králi, ale marně. Lidé byli zastrašováni, bylo jim hrozeno pokutami a jinými tresty, došlo i k zatčení dalších osob, podezřelých ze sympatií k uvězněnému kouzelníkovi. Ze tří Grandierových bratrů dva včas uprchli (oba byli duchovními). Třetí jeho bratr, advokát, byl obviněn z čarodějnictví, a to samotným ďáblem, jenž promlouval ústy jedné posedlé ženy. Byl proto uvězněn a byla mu tak vzata možnost cokoli podnikat v bratrův prospěch. Dostal se z vězení jen po velikých obtížích, a to až po smrti Urbaina Grandiera.
Biskup z Poitiers, který se účastnil většiny zaklínání a podepsal zápisy, které o nich byly sepisovány, ve svém rozhodnutí prohlásil, že pokládá jeptišky, o něž se jedná, za posedlé ďáblem. Stejně se ve svém posudku vyjádřili čtyři doktoři Sorbonny. Zmítání a křeče postižených žen zkoumalo několik lékařů a dle jejich zjištění šlo o jev nadpřirozeného původu. Ústy posedlých žen vypovídala proti Grandierovi řada ďáblů, z nichž je možno uvést především Astarotha z řádu Serafim, velitele démonů, kteří pronásledují lidi, a dále ďábly Easase, Celsa, Acaose, Cedrona a Asmodea z řádu Trůnů, i Allexe, Neftaliho, Zabulona, Chama, Uriela a Achase z řádu Knížat. 

### Rozsudek a poprava

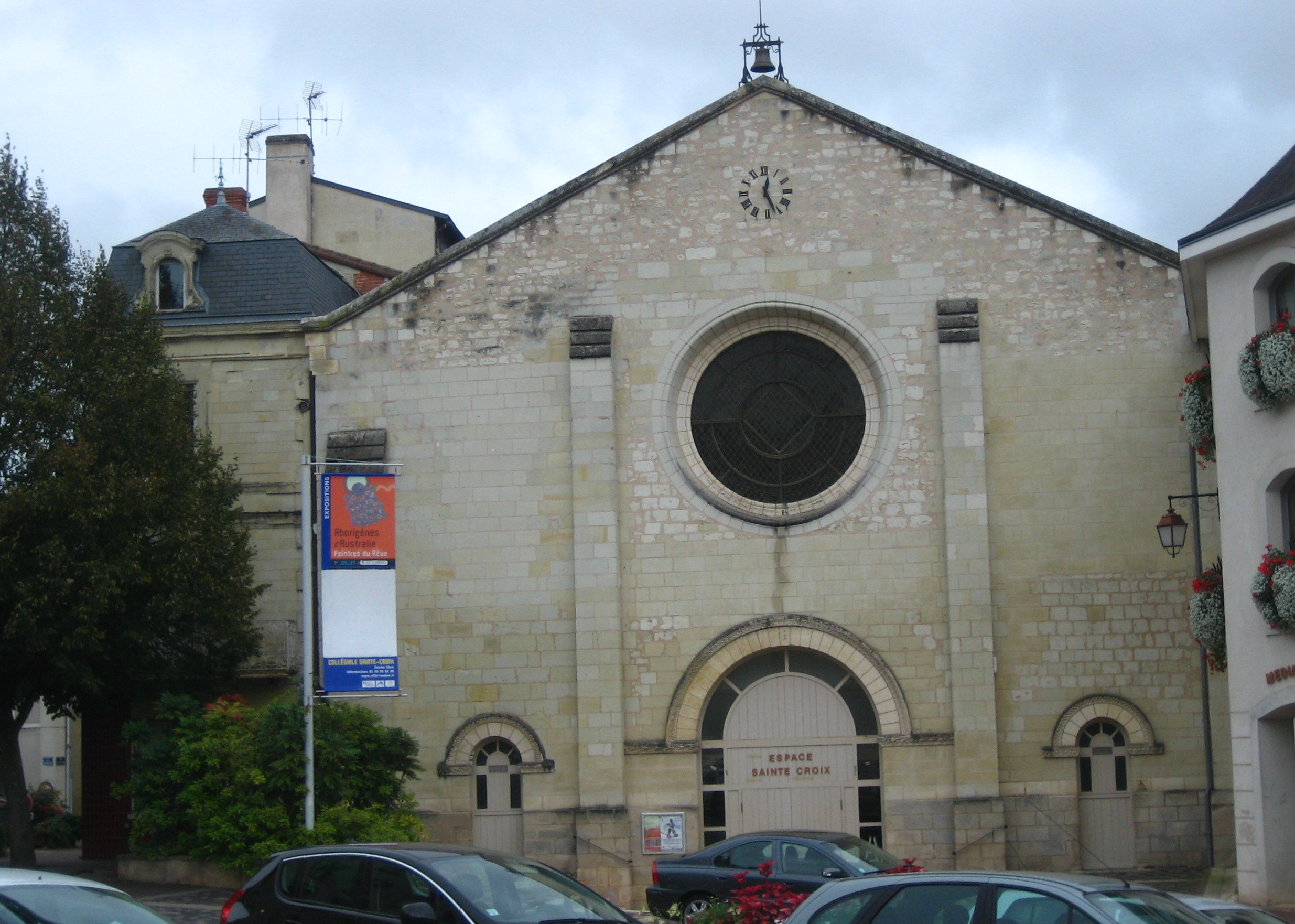
Kolegiátní kostel Svatého kříže v Loudunu. Grandier byl členem kapituly při tomto chrámu a v jeho blízkosti byl později upálen.

Dne 18. srpna 1634 byl nad Urbainem Grandierem vynesen rozsudek, v němž se pravilo: „Uznali jsme a uznáváme, že Urbain Grandier byl důvodně obžalován a řádně usvědčen ze zločinu čarodějnictví, kouzelnictví a z toho, že přivodil posedlost několika jeptišek řádu svaté Uršuly v tomto městě Loudunu a i dalších, světských osob." Byl odsouzen k tomu, aby byl „přivázán ke kůlu na hranici, jež k tomu účelu bude postavena, a na ní zaživa upálen." Před upálením bylo ještě nařízeno mučení, aby pověděl, kdo jsou spolupachatelé. „Jeho popel budiž rozhozen do větru." Majetek byl konfiskován ve prospěch krále.
Ještě téhož dne, kdy byl vynesen ortel, došlo k mučení i k popravě. U mučení, při kterém byly odsouzenci drceny nohy, asistovali i františkánští mniši a dokonce se chopili kladiv a sami Grandiera mučili. Ten však prohlašoval, že nemá žádné spoluviníky a že je nevinen. Doznal pouze, že se oddával smyslným požitkům. Dále ho již museli nosit na nosítkách, protože nohy měl rozdrceny tak, že bylo vidět, jak morek vytéká z kostí.
Navečer byla vykonána poprava, a to na náměstí před kostelem Svatého kříže v Loudunu.
Kat postavil odsouzence do železné obruče, upevněné ke kůlu, takže stál zády ke kostelu. Jeden ze soudců mu slíbil, že bude moci krátce promluvit k lidu a že bude před zapálením hranice zardoušen. Když však chtěl mluvit, exorcisté mu vychrstli tolik svěcené vody do obličeje, že se zajíkl, a když chtěl otevřít ústa podruhé, přiskočil k němu jeden z nich, aby ho políbil, a tak mu opět zavřel ústa. Mniši ho pak několikrát udeřili železnými krucifixy do tváře, dělajíce, jako by mu je dávali k políbení.
Na provaze, kterým měl být před zapálením hranice milosrdně uškrcen, nadělal kdosi potají tolik uzlů, že provaz nebylo možno kolem hrdla utáhnout. Dřív než to mohlo být napraveno, františkánský páter Lactancius, aniž vyčkal příkaz soudu, vhodil na hranici věchet zapálené slámy. Shromážděný lid volal na kata, aby Grandiera zardousil, ale on to již nemohl provést, protože provaz byl zauzlen a vysoko šlehající plameny mu v tom bránily. Tak byl Grandier upálen zaživa. Popravě přihlíželo asi šest tisíc lidí z města i okolí.

## Dozvuky
Po upálení Urbaina Grandiera ďáblové loudunské jeptišky hned neopustili. V těle převorky dokonce zůstali čtyři démoni. I v dalších letech s nimi měli exorcisté dost práce. Klášter se stal pro posedlost řeholnic velmi známý a veřejně prováděné obřady vymítání ďáblů lákaly velké množství zvědavců, což přinášelo klášteru i městu nemalé zisky. Posedlé jeptišky předváděly dosti stereotypní podívanou, při níž se jedny svlékaly do naha, jiné se zase válely po zemi v záchvatech a křičely. Chudoba klášternic se změnila v zámožnost, dary se jen hrnuly. Hugenotům byla odňata jejich kolej, veliká a krásná budova, a v ní se jeptišky usadily.
Pomalu ale přibývalo pochybovačů. V roce 1638 navštívila posedlé jeptišky Marie Madeleine de Vignerot, vévodkyně d'Aiguillon, neteř kardinála Richelieua. Byla podívanou na vymítání ďáblů natolik znechucena, že nahlas u dvora prohlásila, že to divadlo je hráno tak mizerně, že ten, kdo se jím dá oklamat, musí být velmi hloupý. Napsala o svých dojmech i kardinálu Richelieuovi, který po smrti Grandiera už neměl na věci moc velký zájem. Kardinál pak přestal vyplácet peněžní podporu klášteru a exorcistům. Brzo poté ďáblové posedlé jeptišky opustili a záchvaty řeholnic ustaly.
Urbain Grandier nebyl nikdy formálně rehabilitován. Postupně však byly publikovány práce, které zpochybňovaly průběh procesu i rozsudek. V roce 1693 vydal v Amsterdamu Nicolas Aubin spis Histoire des Diables de Loudun [Historie loudunských ďáblů], ve kterém popsal úlohu kardinála Richeliaua v tomto případu. V roce 1735 publikoval François Gayot de Pitaval, učený francouzský právník, důkladné vylíčení procesu s Grandierem, které uzavřel těmito slovy: „Komedie loudunských jeptišek a tragický konec Grandierův budou naši potomci pokládat za pozoruhodný příklad, jak daleko může zajít lidská lehkověrnost, jak kruté dovede být spiknutí, jemuž jde o zničení člověka, jak vášnivě dovede nenávidět mocný ministr a jak velká může být poddajnost a zaujatost soudců."
Voltaire publikoval v roce 1755 satirický epos La Pucelle [Panna] a do třetího zpěvu tohoto díla vložil verše:
Ach, loudunské zdi, co ta divná záře?
To hranice se chystá pro faráře,
prý čaruje – pár lumpů řeklo včera –
tak budem péci pana Grandiera.

Od 19. století se Grandierův příběh opakovaně stává námětem literárního zpracování.

## Ohlasy v umění

### Beletrie
- Alfred de Vigny: Cinq Mars, román, 1826. [Případ Urbaina Grandiera je součástí děje v kapitolách II–V.]
Česky 1913, 1926.
- Alexandre Dumas (starší). Urbain Grandier. Jedna ze statí knihy Les crimes célèbres [Slavné zločiny], 1840.[49]
- Willibald Alexis.[50] Urban Grandier, román, 2 svazky, 1843.
- Jarosław Iwaszkiewicz. Matka Joanna od Aniołów [Matka Johana od Andělů], novela, 1946. Příběh posedlých jeptišek v polském klášteře, ale inspirováno událostmi v Loudunu. Český překlad:
Iwaszkiewicz, Jarosław. Milenci z Marony a jiné povídky. Přeložila Helena Teigová. 1. vyd. Praha: Mladá fronta, 1966. S. 7–134.
- Eyvind Johnson. Drömmar om rosor och eld, román, 1949. Česky vydáno pod názvem:
Sny o růžích a ohni. Přeložil František Fröhlich. 2. vyd. Praha: Odeon, 1988. 335 s. cnb000037045.
- Aldous Huxley. The Devils of Loudun [Ďáblové z Loudunu], román, 1952.

### Divadlo
- John Whiting. The Devils [Ďáblové], divadelní hra, 1961. Byla napsána na motivy románu Aldouse Huxleye The Devils of Loudun.

### Opera
- Krzysztof Penderecki. Diabły z Loudun [Ďáblové z Loudunu], opera, 1969. Libreto napsal Penderecki podle hry Johna Whitinga The Devils.

### Film
- Matka Joanna od Aniołów [Matka Johana od Andělů], polský film, 1961. Scénář byl napsán podle stejnojmenné novely Jarosława Iwaszkiewicze. Režie Jerzy Kawalerowicz. Děj se odehrává v Polsku, inspirováno posedlými jeptiškami v Loudunu.[51]
- The Devils [Ďáblové], britský film, 1971. Scénář byl napsán podle stejnojmenné divadelní hry Johna Whitinga. Režie Ken Russell.
- Les mystères de Loudun [Tajemství Loudunu], francouzský televizní film, 1976, režie Gérard Vergez.